# Білянка (Польща)

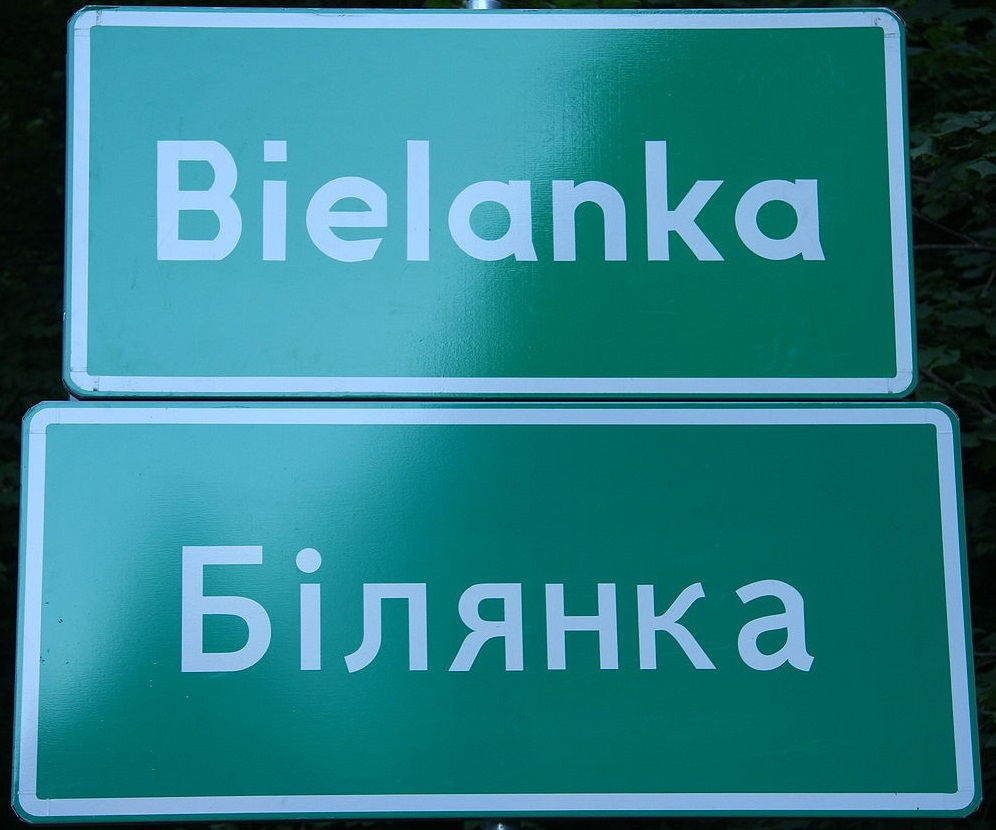
Двомовна таблиця при в'їзді в село

Білянка (пол. Bielanka) — лемківське село в Польщі, у гміні Горлиці Горлицького повіту Малопольського воєводства. Населення — 186 осіб (2011).

## Розташування
Лежить 5 км на південь від воєводської дороги № 28 Новий Сонч-Горлиці.

## Назва
За місцевими переказами жителі Білянки займалися переробкою і тканням льону. Однією з технологічних ланок було вибілювання полотна, через вистелювання довколишніх полів білими полотнами село отримало свою назву. Знаменитими були і місцеві виробники дьогтю та лікувальної мазі з нього, також в околиці діяла гута скла.

## Географія
Селом протікає потік Білянка.

## Історія
Землі на обох берегах Ждині були надані Казимиром Великим 27 жовтня 1359 року батькові й сину Павлу і Яну Гладишам, і їхні нащадки володіли цими землями до 1611 р. Гладиші поставили замок в 1540 р. у сусідньому з Білянкою Шимбарку, який зберігся донині — нещодавно відреставрований за кошти Євросоюзу і доступний для огляду.
Білянка за переказами є найстаршим селом в околиці. Довколишні ліси колись належали місцевим селянам. Податковий реєстр 1581 р. засвідчує власність на село Яна Бранського, було 5 селянських господарств і господарство солтиса, село належало до парохії Лосє. З часом ґр. Скшиньський випасав вівці в цих лісах і в той спосіб використовував ліси, спровадив до Білянки жидів, а ті, як орендарі, заложили тут гуральню, бровар, тартак і гуту.
Білянка була, колись самостійною парохією. В 1785 р. виступає вже, як дочерна Долин, у той час коли Ліщини і Кунькова належали тоді до Климківки. В 1855 р. утворено з Ліщин, Білянки і Кунькової одну парохію.
У 1914 р. за москвофільство 16 жителів села заарештовано і вислано до Талергофу.
До середини XX ст. в регіоні переважало лемківське населення. У 1939 році з 520 жителів села — 495 українців, 20 поляків і 5 євреїв. До 1945 р. в селі була греко-католицька парохія Горлицького деканату, метричні книги велися з 1785 року.
У 1975—1998 роках село належало до Новосондецького воєводства.

## Населення

### Демографія
Демографічна структура станом на 31 березня 2011 року:
|          | Загалом | Допрацездатний вік | Працездатний вік | Постпрацездатний вік |
| -------- | ------- | ------------------ | ---------------- | -------------------- |
| Чоловіки | 93      | 10                 | 69               | 14                   |
| Жінки    | 93      | 12                 | 53               | 28                   |
| Разом    | 186     | 22                 | 122              | 42                   |

### Етнографія
Білянка є першим селом на Лемківщині, сучасні мешканці якого погодились на двомовну назву. Рішення прийняте 24 листопада 2008 року мінімальною перевагою: 32 голоси проти 31.

## Пам'ятники
Об'єкти, перераховані в реєстрі пам'яток Малопольського воєводства:
- Греко-католицька церква Покрови Пресвятої Богородиці з 1713 року, реставрована у 1873 році, сильно постраждала від підпалу у 1946 році. Зараз у ній проводяться богослужіння двох обрядів: латинського і греко-католицького.
- Дерев'яна лемківська школа XIX—XX століть

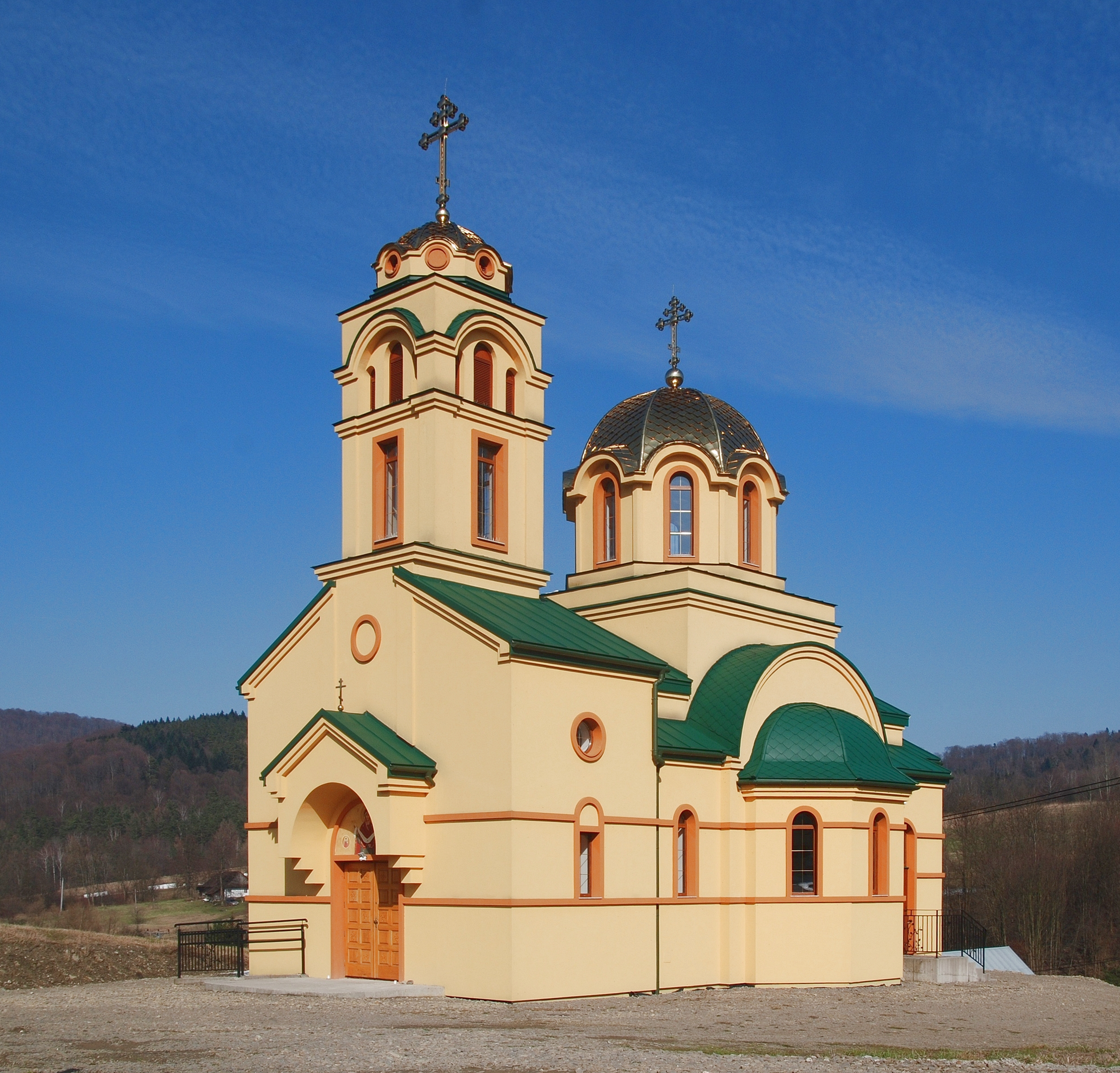
Православна церква

- Дерев'яна комора.

### Інші пам'ятники
- Церква Покрови Пресвятої Богородиці та Почаївської Ікони Матері Божої місцевої парафіяльної православної громади. Розпочате будівництво 23 червня 2012 р. Місце під церкву освятив горлицький єпископ Паїсій. Будівництво закінчено й освячене 7 вересня 2014 р.